# Свидерский, Богдан
Богдан Свидерский (пол. Bohdan Świderski; 1892, Каменец-Подольский — 21 февраля 1943, Варшава) — польский геолог.
Главным предметом исследований Богдана Свидерского была тектоника Альп и Карпат. Автор более 50 опубликованных работ.
В 2003 году учреждена международная награда имени Богдана Свидерского за геологические публикации.